# P/2020 X1 (ATLAS)
P/2020 X1 (ATLAS) — комета із сім'ї Юпітера, яка була відкрита 4 грудня 2020 року за допомогою системи телескопів ATLAS. На час відкриття мала зоряну величину 18,9m. Абсолютна зоряна величина комети разом із комою становить 12,5m.